# Michelle Maillet
Michelle Maillet (ou Michèle Maillet) est une écrivaine et une ancienne présentatrice de télévision française, née en 1948 dans le département de la Martinique.

## Biographie
D'abord présentatrice à la télévision en Martinique, Michelle Maillet est engagée en 1977 comme speakerine par Antenne 2, où elle reste jusqu'en 1981. Elle se tourne ensuite vers le théâtre et commence une brève carrière dans la chanson.
Michelle Maillet publie en 1982 Bonsoir, faites de doux rêves !  qui raconte son expérience comme speakerine. Son premier roman, L'Étoile noire, remporte en 1990 le prix Bernard-Lecache de la Licra.

## Discographie
- Bambou, né dans le ghetto (1983) ; Zouké [3]

## Publications
- 1982 : Bonsoir, faites de doux rêves !
- 1990 : L'Étoile noire, roman.
- 2018 : Le jour où j'ai rencontré Benoît né esclave, devenu Saint, et Michelle Obama, née libre devenue première dame des États-Unis d'Amérique[4]